# Knattspyrnufélagið Víkingur (pallamano)
Il Knattspyrnufélagið Víkingur è una squadra di pallamano maschile islandese con sede a Reykjavík.

## Palmarès

### Trofei nazionali
- Campionato islandese: 7 
  - 1974-75, 1979-80, 1980-81, 1981-82, 1982-83, 1985-86, 1986-87.